# IC 4275
IC 4275 est une galaxie spirale barrée située dans la constellation de l'Hydre. Sa vitesse par rapport au fond diffus cosmologique est de 4 605 ± 24 km/s, ce qui correspond à une distance de Hubble de 67,9 ± 4,8 Mpc (∼221 millions d'al). Cette galaxie a été découverte par l'astronome américain Royal Harwood Frost en 1904.
IC 4275 présente une large raie HI et renferme des régions d'hydrogène ionisé.
À ce jour, sept mesures non basées sur le décalage vers le rouge (redshift) donnent une distance de 56,357 ± 7,908 Mpc (∼184 millions d'al), ce qui est à l'intérieur des valeurs de la distance de Hubble. 

## Groupe de NGC 5152
Selon A. M. Garcia, IC 4275 fait partie du groupe de NGC 5152. Ce groupe de galaxies compte au moins 16 membres, dont NGC 5124, NGC 5135, NGC 5150, NGC 5152, NGC 5153, NGC 5182, IC 4248 et IC 4251.